# Toen papa op zakenreis was
Toen papa op zakenreis was (Servo-Kroatisch: Otac na službenom putu) is een Joegoslavische dramafilm uit 1985 onder regie van Emir Kusturica. De film won de Gouden Palm op het Filmfestival van Cannes in 1985.

## Verhaal
De film vertelt het leven van de jonge Malik, die opgroeit in het Sarajevo van de jaren 50. Maarschalk Tito had juist twee jaar voordien de banden gebroken tussen Joegoslavië en de stalinistische Sovjet-Unie. Maliks vader Meša wordt ervan verdacht voor Cominform te werken. Hij wordt naar een werkkamp gestuurd na een achteloze opmerking over een politieke karikatuur in een krant. Maliks moeder Sena vertelt haar twee zoons echter dat hun vader op zakenreis is.
Na verloop van tijd vervoegen Meša's vrouw en kinderen zich bij hem in de Bosnische stad Zvornik. Malik ontmoet er Maša, de doodzieke dochter van een Russische arts. Hij wordt verliefd op haar, maar hij ziet haar voor het laatst, wanneer een ziekenwagen haar wegvoert.
Op de bruiloft van zijn oom Zijah ontdekt Malik dat zijn vader een affaire heeft met een pilote Ankica. Later tracht Ankica zelfmoord te plegen. Sena verzoent zich met haar broer Zijah, die erachter is gekomen dat hij aan suikerziekte lijdt.

## Rolverdeling
| Acteur              | Personage           |
| ------------------- | ------------------- |
| Moreno D'E Bartolli | Malik               |
| Mirjana Karanović   | Sena Zolj           |
| Mustafa Nadarević   | Zijah Zulfikarpasić |
| Mira Furlan         | Ankica Vidmar       |
| Predrag Laković     | Kucepazitelj Franjo |
| Pavle Vujisić       | Dedo Muzamer        |
| Slobodan Aligrudić  | Ostoja Cekić        |
| Eva Ras             | Ilonka Petrović     |
| Aco Djorcev         | Dr. Ljahaov         |